# Hartmann József
Hartmann József (1886 – DeRynenburgh, 1975) zsidó származású magyar üzletember. A szabadkai Hartmann és Társa húsfeldolgozó és konzervgyár vezetője.

## Élete
Apja Hartmann Rafael gyártulajdonos, Cohen Vilmos jó barátja, akivel közös vállalkozásaik tojás- és húsexporttal foglalkoztak. Anyja Schreger Teréz, aki ugyan csak két osztályt végzett, de családja vagyoni helyzete alapján meghatározó tagja volt a szabadkai zsidó nőegyletnek és a vöröskeresztnek is. Az első világháborúban magyar katonaként harcolt tartalékos századosi rendfokozatban. Ekkor katonabarátság alakult ki közte és Nagy Vilmos a későbbi honvédelmi miniszter között. A barátságuknak köszönhető, hogy kikeresztelkedésekor a tinnyei templomban Nagy vállalta a keresztapaságát saját református gyülekezete előtt.
Szabadkán vagyonos jómódú családnak számítottak és idővel a család tulajdonában lévő Hartmann és Társa húsfeldolgozó és konzervgyár vezetője lett. A második világháború során 1941-től a budapesti Hangya céggel szerződött és a Magyar Honvédség egyik legnagyobb élelmiszer beszállítójává vált. 1945-ben a jugoszláv vezetés meghurcolta ezért és a szabadkai háza kivételével a teljes vagyonát elkobozták, valamint egy évi kényszermunkára ítélték. A konzervgyár az államosítás után a November 29-e néven működött tovább. Hartman József emigrációban hunyt el Ausztráliában.